# ناحية خشام
ناحية خشام إحدى نواحي سوريا تتبع إداريّاً لمحافظة دير الزور منطقة دير الزور ومركزها بلدة خشام، بلغ تعداد سكان الناحية 28,718 نسمة حسب التعداد السكاني لعام 2004.

## بلدات وقرى ناحية خشام
الدحلة، جديد عكيدات، جديدة بكارة، خشام، مظلوم، مراط، السعدوني، طابية.